# Tiziana Rivale (album)
Tiziana Rivale è il primo album della cantante italiana Tiziana Rivale, pubblicato dall'etichetta discografica WEA nel 1984.

## Tracce
Lato A
1. Forse sì, forse no (Depsa, M. Fabrizio)
2. Musica e parole (Depsa, P. Pirazzoli)
3. E per te io canto (C. Gizzi, P. Calabrese)
4. Sempre con te (N. Carucci, R. Ferri)
5. Questo mondo è una baracca (C. Rego, Rettore)

Lato B
1. Fidati di me (Why) (L. Albertelli, P. Steffan, P. Donaggio)
2. Give a chance (C. Gizzi, Rivale)
3. Per te (A. Bartoli, M. Calabrese, P. Calabrese)
4. No smoking (C. Castellari, R. Ferri)
5. Piano (Memory) (R. Ferri, T.S. Eliot, T. Nunn, A. L. Webber)